# Steve Mounié
Steve Mounié (ur. 29 września 1994 w Parakou) – beniński piłkarz występujący na pozycji napastnika we francuskim klubie Stade Brestois oraz w reprezentacji Beninu.